# Tagiades
Tagiades är ett släkte av fjärilar. Tagiades ingår i familjen tjockhuvuden.

## Bildgalleri

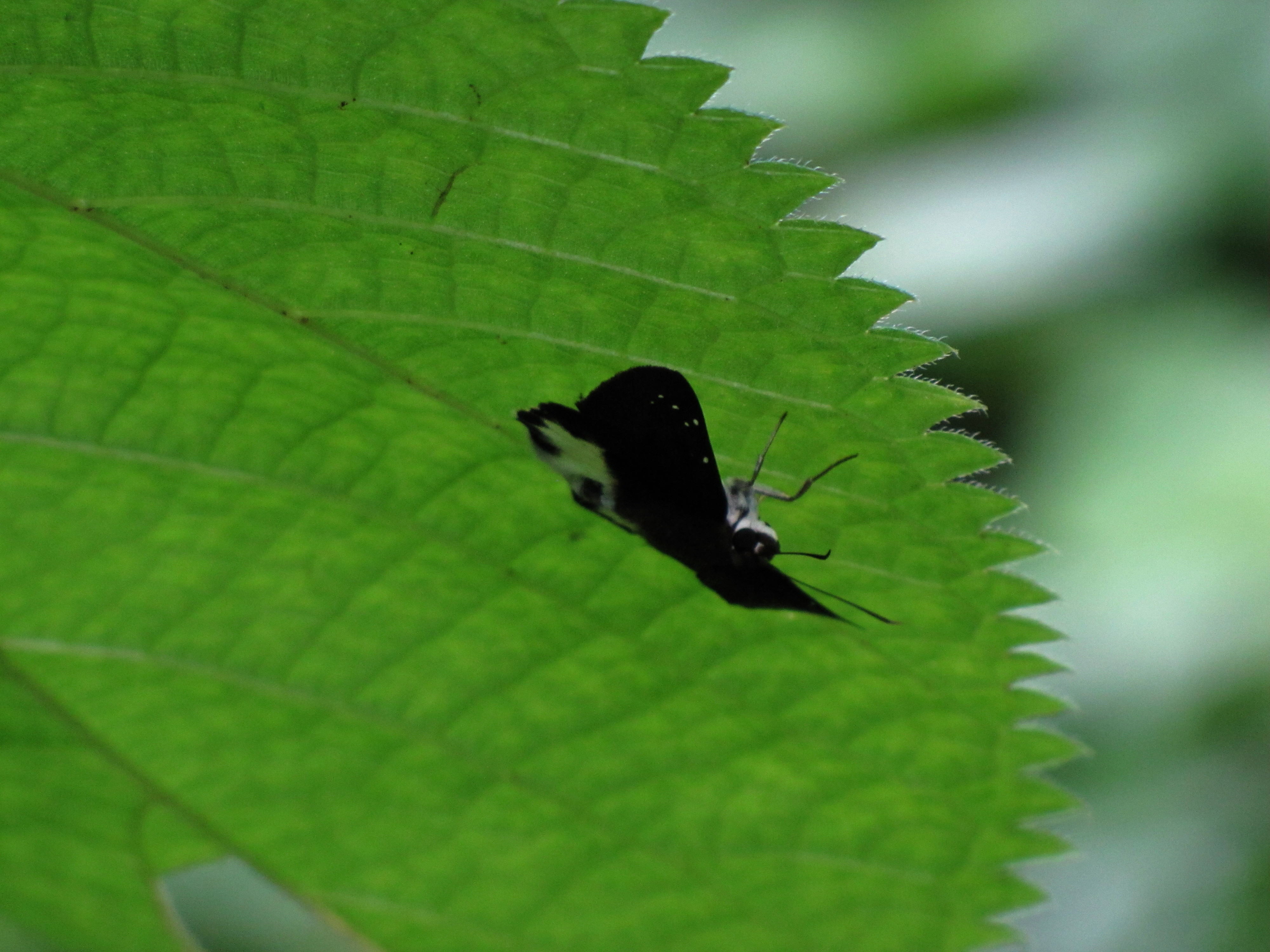
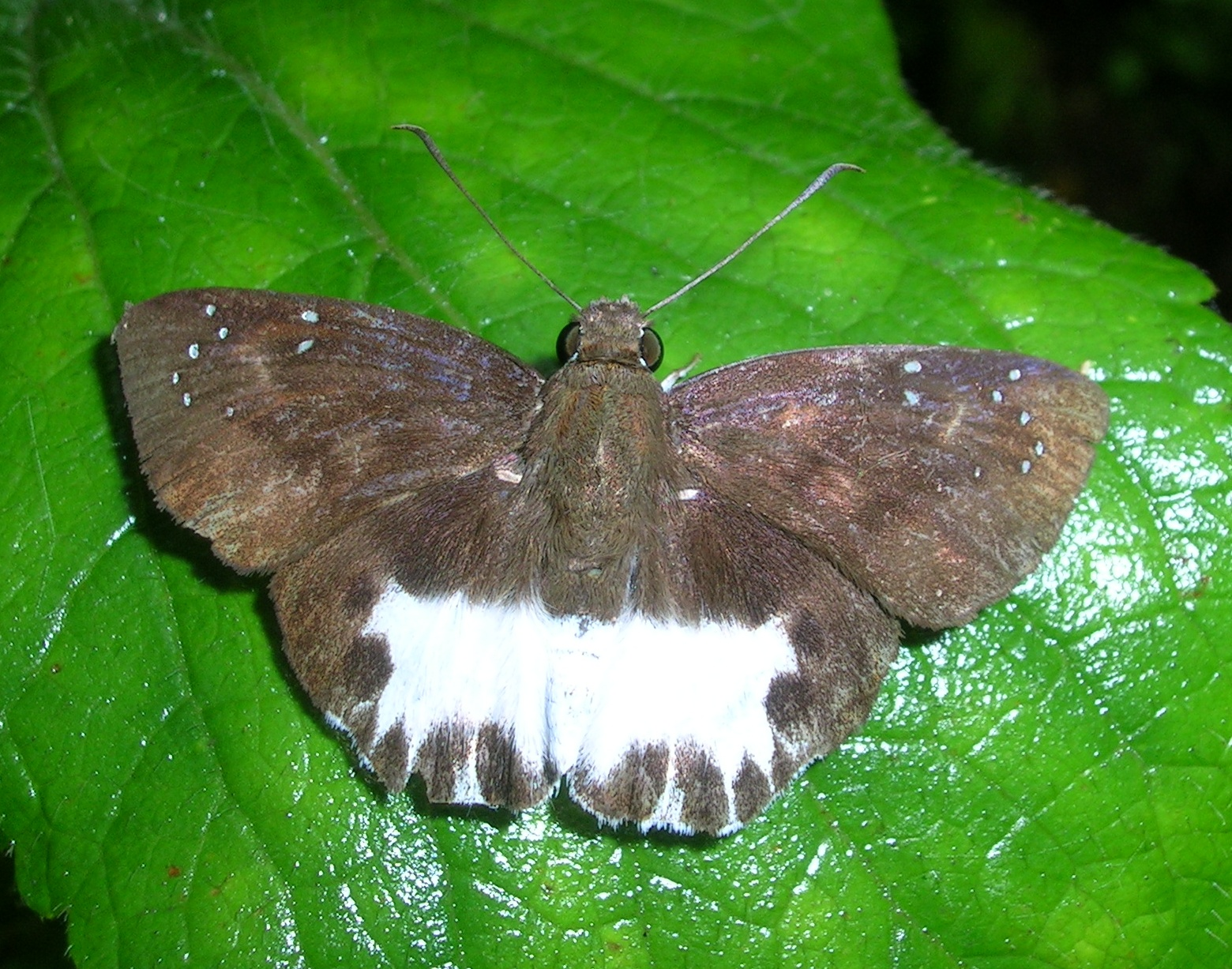
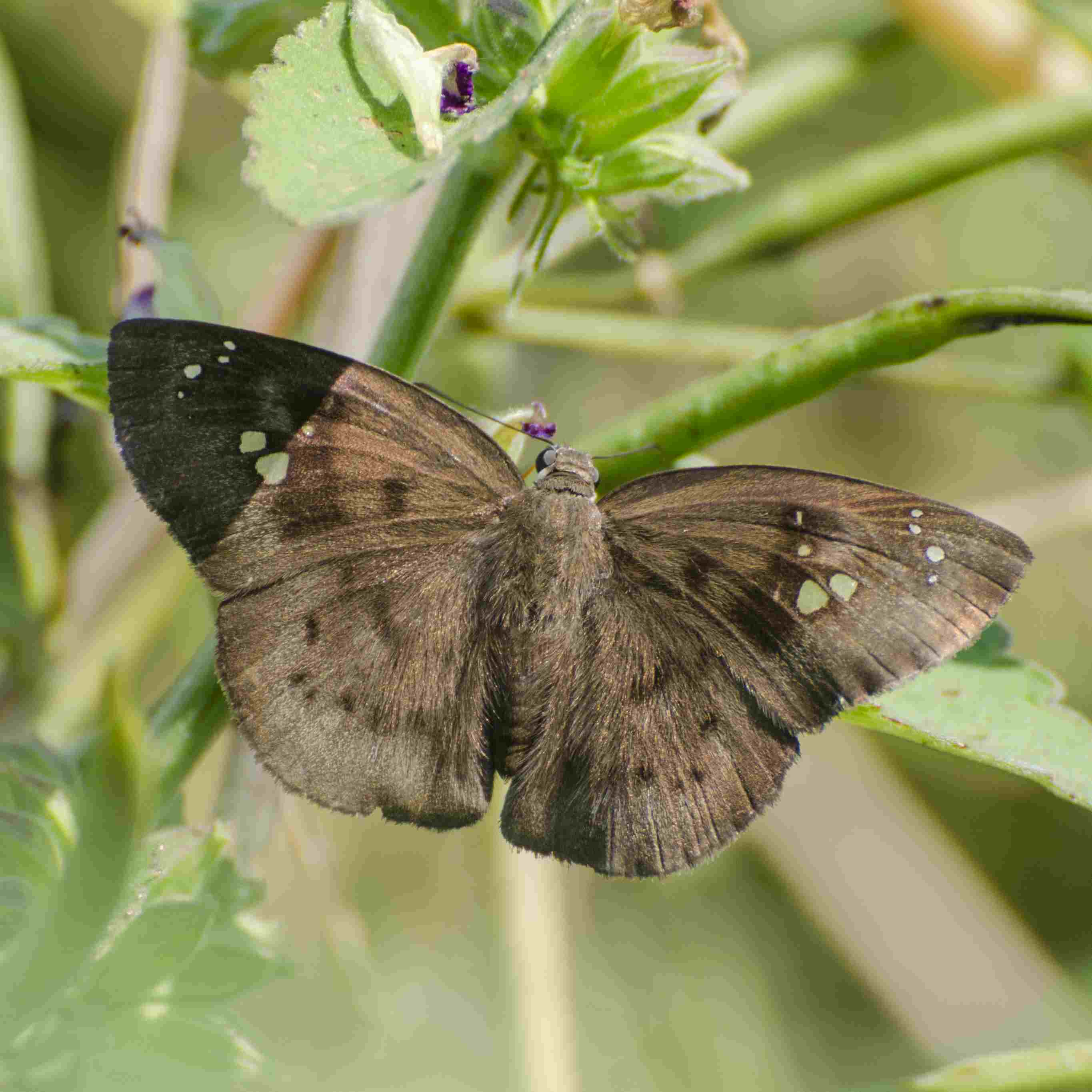
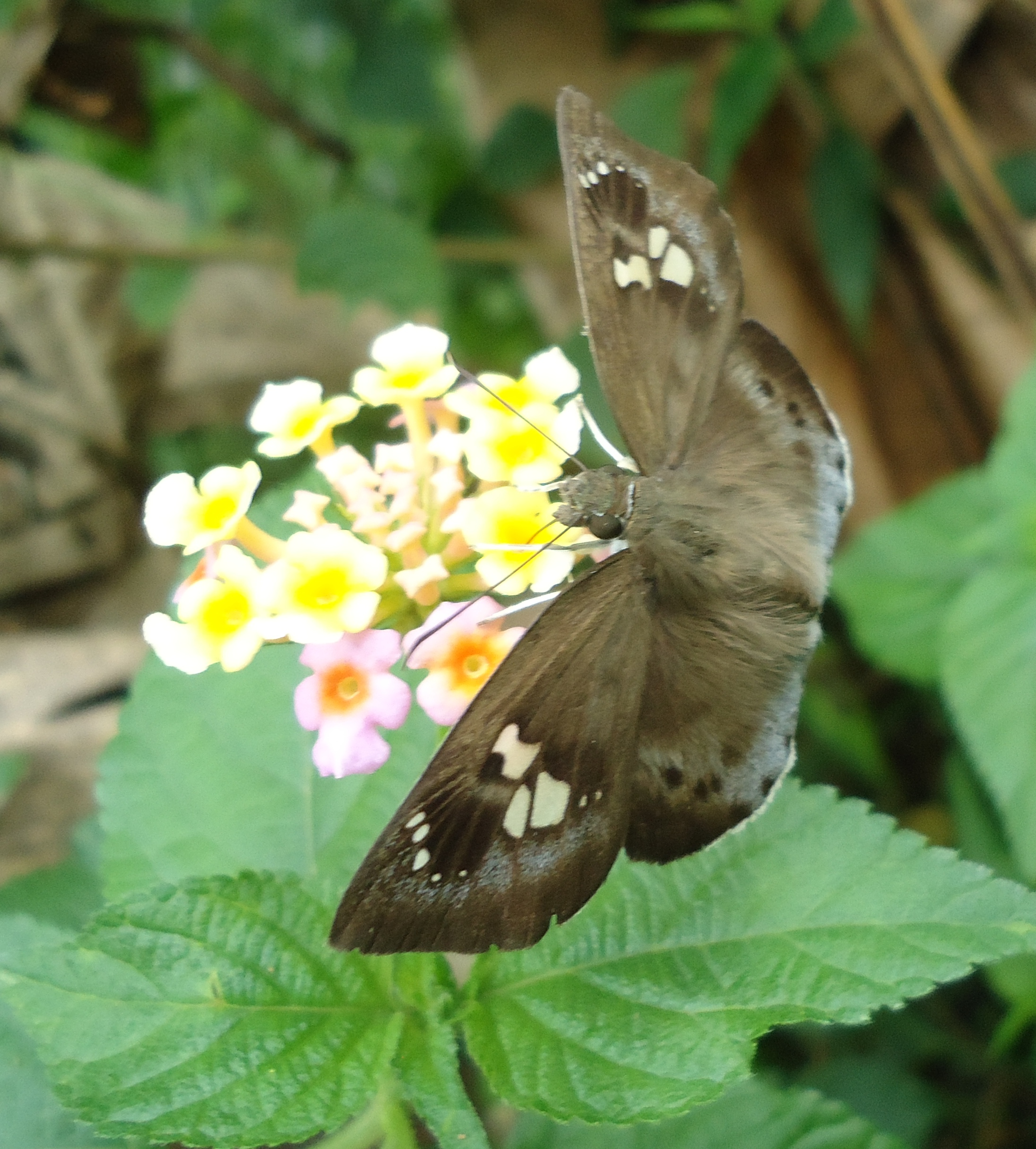
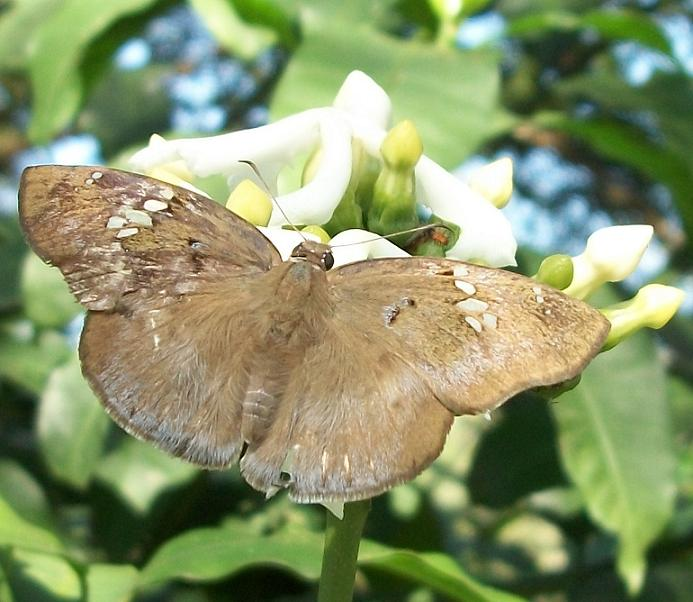

## Dottertaxa tillTagiades, i alfabetisk ordning[1]
- Tagiades albovittata
- Tagiades alica
- Tagiades andamanica
- Tagiades athos
- Tagiades atticus
- Tagiades australiensis
- Tagiades avala
- Tagiades avathana
- Tagiades avienus
- Tagiades balana
- Tagiades bandanus
- Tagiades biakana
- Tagiades brasidas
- Tagiades brunta
- Tagiades bubasa
- Tagiades buruanus
- Tagiades calligana
- Tagiades canonicus
- Tagiades carnica
- Tagiades ceylonica
- Tagiades cinda
- Tagiades clericus
- Tagiades cohaerens
- Tagiades curatus
- Tagiades curiosa
- Tagiades cynthia
- Tagiades deinolochus
- Tagiades distans
- Tagiades elegans
- Tagiades elongata
- Tagiades enganicus
- Tagiades epicharmus
- Tagiades eprius
- Tagiades eson
- Tagiades esvara
- Tagiades fergussonius
- Tagiades flesus
- Tagiades formosana
- Tagiades gala
- Tagiades gamelia
- Tagiades gana
- Tagiades gavina
- Tagiades gilolensis
- Tagiades gracilentus
- Tagiades grandis
- Tagiades guineensis
- Tagiades hainana
- Tagiades helferi
- Tagiades hovia
- Tagiades inconspicua
- Tagiades insularis
- Tagiades jainas
- Tagiades janetta
- Tagiades japetus
- Tagiades javanus
- Tagiades jetavana
- Tagiades juncta
- Tagiades karea
- Tagiades kazana
- Tagiades khasiana
- Tagiades kina
- Tagiades korela
- Tagiades kotoshona
- Tagiades kowaia
- Tagiades latreillei
- Tagiades lavata
- Tagiades litigiosa
- Tagiades lola
- Tagiades louisa
- Tagiades lugens
- Tagiades mahinda
- Tagiades major
- Tagiades mangala
- Tagiades manis
- Tagiades mantra
- Tagiades martinus
- Tagiades masistius
- Tagiades mathias
- Tagiades mayotta
- Tagiades meetana
- Tagiades mefora
- Tagiades menaka
- Tagiades menanto
- Tagiades metanga
- Tagiades mitra
- Tagiades monachus
- Tagiades moti
- Tagiades nana
- Tagiades nankowra
- Tagiades narba
- Tagiades navus
- Tagiades naxos
- Tagiades neira
- Tagiades nepos
- Tagiades nestus
- Tagiades niasana
- Tagiades nicaja
- Tagiades noctis
- Tagiades obscurata
- Tagiades obscurus
- Tagiades ophelia
- Tagiades ophion
- Tagiades paceka
- Tagiades parakana
- Tagiades parra
- Tagiades patimoka
- Tagiades pentaja
- Tagiades persimilis
- Tagiades pintra
- Tagiades prasnaja
- Tagiades presbyter
- Tagiades rajaghra
- Tagiades rana
- Tagiades ravi
- Tagiades ravina
- Tagiades sambavana
- Tagiades samborana
- Tagiades sangarava
- Tagiades sem
- Tagiades semperi
- Tagiades sheba
- Tagiades shiva
- Tagiades silvia
- Tagiades sivoa
- Tagiades stramineipennis
- Tagiades suffusus
- Tagiades sumbae
- Tagiades swinhoei
- Tagiades talanga
- Tagiades tanda
- Tagiades tenimberanus
- Tagiades ternatensis
- Tagiades tindalii
- Tagiades titus
- Tagiades toba
- Tagiades trebellius
- Tagiades tubulus
- Tagiades ultra
- Tagiades utanus
- Tagiades vajuna
- Tagiades waterstradti
- Tagiades vella
- Tagiades vulcania
- Tagiades vulturna
- Tagiades xarea
- Tagiades yamdena
- Tagiades yapatha
- Tagiades yotissa